# O Bem-Amado (telenovela)
O Bem-Amado é uma telenovela brasileira produzida e exibida pela TV Globo de 22 de janeiro a 3 de outubro de 1973, em 178 capítulos. Substituiu O Bofe e foi substituída por Os Ossos do Barão, sendo a 17.ª "novela das dez" produzida pela emissora.
Sua história central é baseada na peça teatral Odorico, o Bem-Amado, escrita na década de 1960 por Dias Gomes, também autor da trama. Com direção de Régis Cardoso, é a primeira produção dramatúrgica em cores da TV do Brasil e a primeira novela do país a ser exportada.
Conta com as atuações de Paulo Gracindo, Lima Duarte, Emiliano Queiroz, Jardel Filho, Sandra Bréa, Ida Gomes, Dorinha Duval e Dirce Migliaccio nos papéis principais.

## Sinopse
O prefeito Odorico Paraguaçu é um político demagogo e corrupto que, com seus discursos inflamados e verborrágicos, ilude o simplório povo da pequena Sucupira, no litoral baiano. A meta prioritária de sua administração é a inauguração do cemitério local, criticada pela oposição ao seu governo, liderada pela família Medrado, que comanda a polícia local, o dentista Lulu Gouveia e o jornalista Neco Pedreira, editor-chefe do jornal A Trombeta.
O braço direto de Odorico na prefeitura é seu secretário Dirceu Borboleta, um tipo tímido, gago e desastrado que pratica a caça de lepidópteros. As maiores correligionárias do prefeito são as irmãs Cajazeiras: Dorotéia, Dulcinéia e Judicéia. Solteironas e falsas carolas, cada uma mantém um caso secreto com Odorico, sem que uma saiba da outra, até que Dulcinéia engravida e o prefeito arma para que a paternidade do bebê recaia sobre o desligado Dirceu.
Maquiavelicamente, Odorico planeja a morte de alguém na cidade para que seu cemitério seja inaugurado. Porém, acaba sempre malsucedido. Nem as diversas tentativas de suicídio do depressivo farmacêutico Libório, todas frustradas, nem o desejo de Zelão de voar como um pássaro (e a expectativa de que ele se arrebente no chão), nem um tiroteio na praça, um crime ou um moribundo da cidade vizinha lhe proporcionam a realização desse sonho, até que o prefeito tem a ideia de mandar trazer a Sucupira o famoso matador Zeca Diabo para encomendar o serviço, não importando a vítima. Só que Odorico não contava com o assassino profissional estar arrependido de seu passado de crimes e aposentado, importando-se apenas com a mãe velhinha, a crença no Padre Cícero e o sonho de tornar-se cirurgião-dentista.
Odorico ainda enfrenta o idealista médico Juarez Leão, obstinado na missão de salvar vidas. Abalado pelo trauma de ter perdido a esposa em suas mãos durante uma cirurgia, o doutor bebe, mas faz um bom trabalho em Sucupira cuidando da saúde do povo, para o desespero do prefeito. Juarez arrebata o coração de Telma, a temperamental filha de Odorico, que vive a criticar os métodos do pai, desconfiada de que ele foi responsável pela morte de sua mãe.

## Elenco
| Intérprete                | Personagem                                   |
| ------------------------- | -------------------------------------------- |
| Paulo Gracindo            | Odorico Paraguaçu                            |
| Lima Duarte               | José Tranquilino da Conceição (Zeca Diabo)   |
| Jardel Filho              | Dr. Juarez Leão                              |
| Sandra Bréa               | Telma Cajazeira Paraguaçu                    |
| Emiliano Queiroz          | Dirceu Pena (Dirceu Borboleta)               |
| Ida Gomes                 | Dorotéia Cajazeira (Dó)                      |
| Dorinha Duval             | Dulcinéia Cajazeira (Du/Dulce)               |
| Dirce Migliaccio          | Judicéia Cajazeira (Juju)                    |
| Carlos Eduardo Dolabella  | Manoel Pedreira (Neco)                       |
| Gracindo Júnior           | Jairo Portela                                |
| Maria Cláudia             | Adalgisa Portela (Gisa)                      |
| Zilka Salaberry           | Donana Medrado                               |
| Rogério Fróes             | Padre Honório (Vigário)                      |
| Ana Ariel                 | Zora Paraguaçu                               |
| Dilma Lóes                | Anita Medrado                                |
| Milton Gonçalves          | Zelão das Asas                               |
| Ruth de Souza             | Francisca da Anunciação (Chiquinha do Parto) |
| Ferreira Leite            | Joaquim Medrado (Joca)                       |
| Lutero Luiz               | Luiz Gouveia (Lulu Gouveia)                  |
| João Paulo Adour          | Cecílio Cajazeira Paraguaçu (Cecéu)          |
| Angelito Mello            | Mestre Ambrósio da Conceição                 |
| Rafael de Carvalho        | Coronel Emiliano Medrado                     |
| Álvaro Aguiar             | Coronel Hilário Cajazeira                    |
| João Carlos Barroso       | Eustórgio Penha da Conceição                 |
| Arnaldo Weiss             | Libório Nascimento                           |
| Isolda Cresta             | Odete Nascimento                             |
| Apolo Corrêa              | Maestro Sabiá                                |
| Antônio Carlos Ganzarolli | Tião Moleza                                  |
| Suzy Arruda               | Dona Florzinha Pena                          |
| Juan Daniel               | Seu Pepito / Don Pepito                      |
| Wilson Aguiar             | Nezinho do Jegue                             |
| Guiomar Gonçalves         | Maria da Penha (Penha)                       |
| Augusto Olímpio           | Cabo Ananias                                 |
| Jorge Botelho             | Arnaldo Fernandes (Nadinho)                  |
| Tereza Cristina           | Mariana da Conceição                         |
| Dartagnan Mello           | Carlito Medrado                              |
| Eliezer Motta             | Quelé                                        |
| Marta Anderson            | Jerusa                                       |
| Nair Prestes              | Balbina                                      |
| Jorge Cândido             | Plácido                                      |

### Participações especiais
| Intérprete             | Personagem                                                                                  |
| ---------------------- | ------------------------------------------------------------------------------------------- |
| Alciro Cunha           | delegado de Salvador que colhe depoimentos de Juarez, suspeito da morte do Dr. Nésio Frota  |
| Analy Alvarez          | Lúcia Leão                                                                                  |
| Antônio Victor         | Juiz de Sucupira                                                                            |
| Carla Daniel           | figuração no Grande Hotel                                                                   |
| César Augusto          | morador de Sucupira                                                                         |
| Cláudio Ayres da Motta | jornalista estrangeiro amigo de Neco que vem a Sucupira a fim de colher notícias da cidade  |
| Claudioney Penedo      | jagunço de Hilário                                                                          |
| Daniel Filho           | figuração no Grande Hotel                                                                   |
| Enock Batista          | Vilela                                                                                      |
| Geny do Amaral         | Rosa Paraguaçu                                                                              |
| Irma Álvarez           | secretária do editor no Rio que rejeita o livro de Neco Pedreira                            |
| Isabela Garcia         | uma das crianças filhas de Ernesto                                                          |
| Ivan de Almeida        | pescador interpelado por Chiquinha, que busca notícias de Zelão                             |
| José Maria Monteiro    | promotor público que investiga a suspeita de Anita ter assassinado Nadinho                  |
| Júlio César            | figuração no Grande Hotel                                                                   |
| Lionel Fischer         | policial do Rio que vai a Sucupira prender Jairo, condenado por estelionato, no final       |
| Luiz Magnelli          | entre os investigadores que prendem Neco Pedreira e Jerusa no Rio, após uma batida policial |
| Marcelo Baraúna        | advogado de Jairo                                                                           |
| Maria Lygia            | Anália Gouveia                                                                              |
| Mário Lago             | narrador no último capítulo                                                                 |
| Milenka Rangan         | Telma Paraguaçu criança                                                                     |
| Nanai                  | Demerval Barbeiro                                                                           |
| Paulo Ramos            | Dr. Gerson Novais                                                                           |
| Ricardo Garcia         | menino no consultório de Lulu com medo de Zeca Diabo                                        |
| Samuel Bertoldo        | amigo de Odorico                                                                            |
| Thelma Reston          | dona da pensão em Salvador onde Odete aluga um quarto                                       |
| Valéria Amar           | Jaciara da Conceição, irmã de Zeca Diabo                                                    |

## Produção

### Antecedentes
A trama principal de O Bem-Amado é baseada em um texto escrito no início da década de 1960 pelo dramaturgo Dias Gomes, que inspirou-se em uma história contada pelo jornalista Nestor de Holanda. Segundo este, o cantor Jorge Goulart, ao se apresentar em uma cidade do Espírito Santo, soube, através dos moradores, que o prefeito havia construído um cemitério, porém não pôde inaugurá-lo por ninguém falecer. Assim, Gomes escreveu a peça Odorico, o Bem-Amado pensando em levá-la para encenação ao Teatro Brasileiro de Comédia, em São Paulo, cujo diretor Flávio Rangel recusou-a por optar representar outra obra.
Em 1962 a revista Claudia encomendou um conto para sua edição de Natal a Dias Gomes, que mandou Odorico, o Bem-Amado. Benjamin Cattan, diretor e produtor do TV de Vanguarda, programa da TV Tupi de São Paulo, solicitou autorização da Sociedade Brasileira de Autores Teatrais para produzir e transmitir a obra na atração, sendo exibida em junho de 1964. A peça estreou no teatro em Salvador, capital da Bahia, no ano de 1965, passando a ser excursionada em outras cidades e obtendo sucesso.
O texto de Gomes foi adaptado com modificações para ser uma novela na TV Globo, que teve produção iniciada em 1972.

### Gravações
Primeiras feitas em cores para uma telenovela no Brasil, com parte dos custos arcados pela Associação Brasileira da Indústria Elétrica e Eletrônica através de subvenção, as gravações de O Bem-Amado começaram em novembro de 1972, quando uma equipe composta de diretores, técnicos e atores protagonistas viajou a Salvador para realizar as primeiras cenas, externas, em que o personagem Odorico Paraguaçu visitava a cidade vindo da fictícia Sucupira, também na Bahia — esta foi reproduzida no bairro Sepetiba e em áreas próximas, no Rio de Janeiro, onde toda a trama foi rodada. As filmagens em estúdio ocorreram na sede da Globo, no Jardim Botânico, também no Rio.

### Censura
Transmitida no período em que o Brasil estava sob ditadura militar, a novela foi afetada por intervenções do serviço de censura do governo federal. Para que fossem ao ar, os capítulos eram editados com antecedência e enviados para avaliação do órgão responsável por aprovar ou não a divulgação pública de obras de entretenimento.
As ações dos censores, que temiam intranquilidade quanto aos textos de Dias Gomes, críticos ao regime, consistiram em vetos de diversas páginas dos roteiros de 37 capítulos da trama e proibição de palavras como "coronel" e "capitão" (o termo "coronel" era usado para Odorico Paraguaçu, Hilário Cajazeira e Emiliano Medrado, já o termo "capitão" era usado para Zeca Diabo e eram considerados pelos militares como de utilização negativa ligada a eles), resultando no apagamento do áudio de gravações já realizadas, além de haver implicação com os comportamentos dos personagens Odorico, que mantinha relação com as três irmãs Cajazeiras, e de Telma, taxada de libertina.
O tema de abertura original da novela, que seria "Paiol de Pólvora", foi impedido de ser utilizado antes da estreia devido a versos vistos como forma de protesto contra atos de militares na ditadura. Segundo Toquinho, que compôs e interpretou a música com Vinicius de Moraes, ela era uma referência ao Teatro Paiol, em Curitiba. Em substituição a esta, ele escreveu "O Bem-Amado", cantada pelo grupo MPB4, creditado no disco da trilha sonora nacional da trama como Coral Som Livre, mas foi usado na vinheta de intervalo.

## Exibição
Os capítulos de O Bem-Amado estrearam primeiro na TV Globo Rio de Janeiro, sendo exibidos de 22 de janeiro a 3 de outubro de 1973, enquanto na emissora de São Paulo foram ao ar de 24 de janeiro a 9 de outubro. Com 177 capítulos no roteiro, a novela teve um a mais no tempo de arte devido ao desmembramento do de número 175 em dois.

### Reprises
Foi reprisada entre 3 de janeiro e 24 de junho de 1977, em 120 capítulos, também na faixa das 22 horas, de forma emergencial devido ao veto pela censura do governo brasileiro a Despedida de Casado, que não teve sinopse aprovada, pouco antes da estreia. Na ocasião, O Bem-Amado substituiu Saramandaia e foi substituída por Nina.
Foi reprisada em um compacto de noventa minutos no Festival 15 Anos, especial comemorativo de aniversário da Globo, em 6 de março de 1980, com apresentação da atriz Zilka Salaberry.
Foi reprisada pelo Vídeo Show de forma compacta em quinze capítulos da trama no quadro Novelão, de 7 a 25 de janeiro de 2013.

### Exibição internacional
O Bem-Amado foi a primeira produção dramatúrgica do Brasil a ser exportada, abrindo o mercado estrangeiro para exibição das novelas do país — até então apenas textos eram comercializados. A primeira veiculação internacional ocorreu em 1976 pela Monte Carlo Televisión, do Uruguai, e no México. No ano seguinte, a trama estava sendo transmitida na América Latina (exceto Venezuela) e nos Estados Unidos através da Spanish International Network. Os 178 capítulos foram editados em 223 na distribuição por ser exigida uma duração menor. O folhetim também foi vendido para Portugal. Ao todo trinta países exibiram a novela.

### Outras mídias
Em outubro de 2012 O Bem-Amado foi lançada em um box de 10 DVDs pela Globo Marcas.
Em 15 de fevereiro de 2021, a novela foi incluída no catálogo da plataforma digital de streaming Globoplay em 177 capítulos, os capítulos 55, 56 e 57 foram remontados a partir do arquivo da reprise de 1977, resultando em capítulos mais curtos do que os capítulos originais, já o capítulo 95 do pouco material que se tinha foi adicionado entre as sequências finais do capítulo 94 e as sequências iniciais do capítulo 96.

## Música

### Original
| N.º | Título                                             | Compositor(es)                        | Tema                  | Duração |  |
| 1.  | "Paiol de Pólvora" (Toquinho e Vinicius de Moraes) | Toquinho Vinicius de Moraes           |                       | 3:36    |  |
| 2.  | "Patota de Ipanema" (Maria Creuza)                 | Toquinho Vinicius de Moraes           | Gisa                  | 3:00    |  |
| 3.  | "Veja Você" (Toquinho e Maria Creuza)              | Toquinho Vinicius de Moraes           | Neco Pedreira e Anita | 2:33    |  |
| 4.  | "Cotidiano" (Toquinho e Vinicius de Moraes)        | Toquinho Vinicius de Moraes           |                       | 3:04    |  |
| 5.  | "O Bem-Amado" (Coral Som Livre)                    | Toquinho                              | abertura              | 2:44    |  |
| 6.  | "Meu Pai Oxalá" (Toquinho e Vinicius de Moraes)    | Toquinho Vinicius de Moraes           | Zelão das Asas        | 2:48    |  |
| 7.  | "Se o Amor Quiser Voltar" (Maria Creuza)           | Toquinho Vinicius de Moraes           |                       | 2:55    |  |
| 8.  | "Um Pouco Mais de Consideração" (Toquinho)         | Toquinho Vinicius de Moraes           | Dirceu Borboleta      | 2:43    |  |
| 9.  | "Quem És? (Chi Sei?)" (Nora Ney)                   | Toquinho (original de Sergio Endrigo) |                       | 3:47    |  |
| 10. | "Se o Amor Quiser Voltar" (Orquestra Som Livre)    | Toquinho Vinicius de Moraes           | Telma                 | 2:58    |  |
| 11. | "No Colo da Serra" (Toquinho e Vinicius de Moraes) | Toquinho Vinicius de Moraes           | Telma e Juarez        | 2:54    |  |

### Internacional
| N.º | Título                                             | Compositor(es)                           | Tema              | Duração |  |
| 1.  | "Also Spreach Zarathustra" (Eumir Deodato)         | Richard Strauss                          | Odorico Paraguaçu | 4:12    |  |
| 2.  | "Fleur de Lune" (Françoise Hardy)                  | Micky Jones Tommy Brown Françoise Hardy  |                   | 3:03    |  |
| 3.  | "Listen" (Paul Bryan)                              | Paul Bryan                               | Cecéu             | 3:05    |  |
| 4.  | "Masterpiece" (The Temptations)                    | Norman Whitfield                         |                   | 3:40    |  |
| 5.  | "I've Been Around" (Nathan Jones Group)            | R. Lippi Carrara                         | Neco Pedreira     | 2:41    |  |
| 6.  | "Poor Devil" (Free Sound Orchestra)                | W. Blanc P. Nixon                        |                   | 2:25    |  |
| 7.  | "Dancing in the Moonlight" (David Jones)           | Ron Altbach                              |                   | 2:37    |  |
| 8.  | "Shine Shine" (David Hill)                         | D. Woods David Hill Charalampe Chalkitis |                   | 2:12    |  |
| 9.  | "Harmony" (Ben Thomas)                             | Norman Simon Artie Kaplan                | Telma e Juarez    | 2:59    |  |
| 10. | "Take Time to Love Me" (The John Wagner Coalition) | James Siegling                           |                   | 3:03    |  |
| 11. | "Dancing to Your Music" (Archie Bell & The Drells) | Phillip Mitchell                         |                   | 2:33    |  |
| 12. | "I've Been Around" (Chrystian)                     | M. Davis D. Edward Chrystian             |                   | 3:25    |  |
| 13. | "Give Me Your Love" (The Sisters Love)             | Curtis Mayfield                          |                   | 3:49    |  |
| 14. | "Daddy's Home" (Jermaine Jackson)                  | James Sheppard William Miller            |                   | 2:45    |  |

Compuseram a trilha sonora da novela outras canções não incluídas nos discos:
- "Malaria Fever", El Chicles (tema de Jairo)
- "Librium", El Chicles (tema de Nadinho e Cecéu)
- "Creek", Airto Moreira (tema de Nezinho do Jegue)
- "Free", Airto Moreira (tema de Zeca Diabo)
- "September 13", Eumir Deodato
- "Prelude to the Afternoon of a Faun", Claude Debussy (tema de Juarez)

## Prêmios
| Ano  | Prêmio                   | Categoria           | Nomeação       | Resultado | Ref.   |
| ---- | ------------------------ | ------------------- | -------------- | --------- | ------ |
| 1973 | Prêmio APCA de Televisão | Melhor Novela       | O Bem-Amado    | Venceu    | [ 11 ] |
| 1973 | Prêmio APCA de Televisão | Melhor Ator         | Paulo Gracindo | Venceu    | [ 11 ] |
| 1974 | Troféu Imprensa          | Melhor Novela       | O Bem-Amado    | Venceu    | [ 2 ]  |
| 1974 | Troféu Imprensa          | Melhor Ator         | Paulo Gracindo | Venceu    | [ 2 ]  |
| 1974 | Troféu Imprensa          | Revelação Feminina  | Sandra Bréa    | Venceu    | [ 2 ]  |
| 1974 | Troféu Imprensa          | Revelação Masculina | Lima Duarte    | Venceu    | [ 2 ]  |

Paulo Gracindo recebeu o prêmio especial do Primer Festival de La Telenovela, no México. O Bem-Amado também recebeu outras menções, como a de Melhor Direção para Régis Cardoso, Melhor Adaptação para Dias Gomes, Melhor Música para Toquinho e Vinicius de Moraes e Melhor Realização de Externas.

## Legado
Em 2016 um júri convocado pela revista Veja elegeu O Bem-Amado a quinta de dezessete melhores novelas da televisão brasileira.

### Adaptações
O Bem-Amado ganhou uma versão em seriado com o título homônimo, também escrito por Dias Gomes e exibido na TV Globo de 1980 a 1984. A história foi um prosseguimento da novela com adição de novos personagens e situações.
A trama foi adaptada em dois remakes estrangeiros: Sucupira, de Víctor Carrasco, veiculada pela TVN do Chile em 1996 (que por sua vez originou um spin-off, a série Sucupira, la comedia, de 1997), e El Bienamado, de Kary Fajer, Gerardo Luna e
Julián Aguilar, produzida pela Televisa e transmitida no Las Estrellas, do México, em 2017.
Em 2010 foi lançado o filme baseado na novela, com direção de Guel Arraes. O longa-metragem foi editado para exibição em minissérie, de quatro capítulos, na Globo em janeiro de 2011.